# Voor de Show (Nederland)
Voor de Show is een Nederlandse satire, comedyserie, sketchprogramma en cultureel praatprogramma ineen, uitgezonden door de AVROTROS. Het doel van het programma is aankomende en lopende theatervoorstellingen op een luchtige manier onder de aandacht te brengen 

## Concept
Het programma speelt zich af vanaf zo'n twee uur voordat de "de show" – een praatprogramma over cultuur – begint, tot het moment dat Jan Jaap de showtrap afdaalt voor de start van "de show". De medewerkers hieraan zijn geacteerd, de gasten spelen zichzelf. De kijkers komen meer te weten over de gasten en hun theatervoorstelling bij de slagboom, in de visagie en tijdens de repetities. Ondertussen hebben de medewerkers aan het programma hun eigen sores, en probeert Cornald Maas via een online verbinding wekelijks een nieuwe voorstelling bij Els en Jan Jaap te pitchen.

## Rolverdeling

### Medewerkers
- Jan Jaap van der Wal, als presentator Jan Jaap van der Wal (een persiflage op zichzelf)
- Loes Schnepper, als eindredactrice Els
- Tina de Bruin, als visagiste Tonny
- Ronald Kalter, als Wierd, stagiair-redacteur
- Charlotte Verdick, als Lieve
- Stephanie van Eer, als Leslie van de catering

### Gasten
| Aflevering | Artiest                            | Theatervoorstelling                  |
| ---------- | ---------------------------------- | ------------------------------------ |
| 1          | Frans Bauer en Sieneke             | 'n Avond met jou                     |
| 1          | Rosa da Silva                      | A Vida Rosa                          |
| 1          | Het Nationale Ballet               | Raymonda                             |
| 2          | Nick Schilder                      | The Singer Songwriter Show           |
| 2          | De Meiden van Toen                 | Zienderogen                          |
| 2          | Viggo Waas en Peter Heerschop      | Er gaat nog iets heel moois gebeuren |
| 3          | Roué Verveer                       | Gewoon Roué                          |
| 3          | Hans Klok                          | Kerstshow Enschede                   |
| 3          | Maria Fiselier                     | Christmas Classics at the Movies     |
| 4          | Nhung Dam                          | Nhung geeft zich bloot               |
| 4          | Evi Hanssen                        | Sinds ik niet meer drink             |
| 4          | TAFKAL                             | What's In The Name!                  |
| 5          | Johnny Kraaijkamp jr. en Soy Kroon | Papadag bestaat niet                 |
| 5          |                                    | Mamma Mia!                           |
| 5          | Nabil Aoulad Ayad                  | Nee, precies daarom                  |
| 6          | Waylon                             | Gewoon Willem                        |
| 6          | Berget Lewis                       | We Are One - Celebrate Tina          |
| 6          | Beth & Flo                         | Ander onderwerp                      |

Naast gasten die hun optredens komen demonstreren, zijn er mini-gastrollen weggelegd voor Gijs Scholten van Aschat, Henny Huisman, Michiel Romeyn, Martin Koolhoven, Jet Berkhout en Cornald Maas.
30 minuten ·
De Avondshow met Arjen Lubach ·
Barend blijft aan de gang ·
CAST ·
Cojones ·
Daar Vliegende Panters ·
The Daily Show ·
Dit was het nieuws ·
Draadstaal ·
Egoland ·
Even tot hier ·
Farce Majeure ·
Hadimassa ·
Hoe bestaat het ·
Hotel Hollandia ·
Jiskefet ·
J.J. De Bom voorheen De Kindervriend ·
Kanniewaarzijn ·
Keek op de week ·
Klikbeet ·
Koefnoen ·
Koningshuis the Musical ·
Kopspijkers ·
Koppensnellers ·
Kreatief met Kurk ·
De Kwis ·
Lubach ·
De Luizenmoeder ·
Makkelijk Scoren ·
Medialand ·
NeonLetters ·
Nieuw Zeer ·
De Nieuwste Show ·
Ook dat nog! ·
Panache ·
Pisa ·
Plakshot ·
Promenade ·
Sanne Wallis de Show ·
Simplisties Verbond ·
Spaanders ·
Spotlicht ·
De Stratemakeropzeeshow ·
Studio Spaan ·
Theo en Thea ·
Toren C ·
De TV Kantine ·
Van de Week ·
Van Kooten en De Bie ·
Van Zon op Zaterdag ·
Verona ·
Vlogmania ·
Voor de Show ·
Wat een poppenkast! ·
Wat een Wereld ·
Wegtrekkers & Animal Crackers ·
We zijn weer thuis ·
Zondag met Lubach ·
Zo is het toevallig ook nog 's een keer